# Fontaine-Henry
Fontaine-Henry és un municipi francès situat al departament de Calvados i a la regió de Normandia. L'any 2007 tenia 481 habitants.

## Demografia

### Població
El 2007 la població de fet de Fontaine-Henry era de 481 persones. Hi havia 157 famílies de les quals 28 eren unipersonals (24 homes vivint sols i 4 dones vivint soles), 40 parelles sense fills i 89 parelles amb fills.
La població ha evolucionat segons el següent gràfic:
Habitants censats

### Habitatges
El 2007 hi havia 181 habitatges, 165 eren l'habitatge principal de la família, 10 eren segones residències i 7 estaven desocupats. 180 eren cases i 1 era un apartament. Dels 165 habitatges principals, 123 estaven ocupats pels seus propietaris, 37 estaven llogats i ocupats pels llogaters i 4 estaven cedits a títol gratuït; 1 tenia una cambra, 3 en tenien dues, 20 en tenien tres, 46 en tenien quatre i 94 en tenien cinc o més. 122 habitatges disposaven pel capbaix d'una plaça de pàrquing. A 58 habitatges hi havia un automòbil i a 100 n'hi havia dos o més.

### Piràmide de població
La piràmide de població per edats i sexe el 2009 era:
| Homes | Edats   | Dones |
| ----- | ------- | ----- |
| 0     | 95 o +  | 0     |
| 0     | 90 a 94 | 0     |
| 0     | 85 a 89 | 0     |
| 0     | 80 a 84 | 0     |
| 4     | 75 a 79 | 0     |
| 8     | 70 a 74 | 12    |
| 16    | 65 a 69 | 8     |
| 8     | 60 a 64 | 16    |
| 4     | 55 a 59 | 0     |
| 16    | 50 a 54 | 16    |
| 20    | 45 a 49 | 28    |
| 32    | 40 a 44 | 28    |
| 16    | 35 a 39 | 20    |
| 4     | 30 a 34 | 16    |
| 16    | 25 a 29 | 4     |
| 32    | 20 a 24 | 12    |
| 24    | 15 a 19 | 16    |
| 16    | 10 a 14 | 32    |
| 20    | 5 a 9   | 24    |
| 8     | 0 a 4   | 20    |

## Economia
El 2007 la població en edat de treballar era de 323 persones, 225 eren actives i 98 eren inactives. De les 225 persones actives 210 estaven ocupades (115 homes i 95 dones) i 15 estaven aturades (8 homes i 7 dones). De les 98 persones inactives 34 estaven jubilades, 39 estaven estudiant i 25 estaven classificades com a «altres inactius».

### Ingressos
El 2009 a Fontaine-Henry hi havia 167 unitats fiscals que integraven 478,5 persones, la mediana anual d'ingressos fiscals per persona era de 19.457 €.

### Activitats econòmiques
Dels 9 establiments que hi havia el 2007, 2 eren d'empreses de construcció, 1 d'una empresa de comerç i reparació d'automòbils, 1 d'una empresa d'hostatgeria i restauració, 3 d'empreses de serveis, 1 d'una entitat de l'administració pública i 1 d'una empresa classificada com a «altres activitats de serveis».
L'únic servei als particulars que hi havia el 2009 era un guixaire pintor.
L'any 2000 a Fontaine-Henry hi havia 7 explotacions agrícoles.

## Equipaments sanitaris i escolars
El 2009 hi havia una escola elemental integrada dins d'un grup escolar amb les comunes properes formant una escola dispersa.

## Poblacions més properes
El següent diagrama mostra les poblacions més properes.